# TVR Cerbera
El TVR Cerbera es un coche deportivo fabricado por TVR entre 1996 y 2003. El nombre se deriva del Can Cerbero, la bestia de tres cabezas que vigilaba la entrada del reino de Hades según el mito griego. 
El TVR Cerbera fue el tercer coche fabricado por TVR, bajo la dirección de Peter Wheeler (el primero fue el Griffith, y el segundo el Chimaera).
Antes del Cerbera, TVR había comprado motores V8 de Rover para luego adaptarlos para sus propios vehículos. Cuando Rover fue comprado por BMW, Peter Wheeler no quiso asumir los riesgos que podría acarrear que el fabricante alemán decidiese dejar de fabricar el motor. En respuesta, se contrató los servicios del ingeniero de carreras Al Melling para diseñar un motor V8 que TVR pudiese fabricar e incluso ofrecer para su venta este motor a otros fabricantes de automóviles. En una entrevista para el programa de televisión Top Gear, explicó Wheeler "Básicamente, hemos diseñado el motor como un motor de carreras. Mi idea es, en el momento en que si queríamos ampliar la empresa, tenemos que hacer algo para poder vender a otras empresas. Hemos terminado con un V8 con un piso plano-biela. La parte inferior de la mitad de la potencia del motor a la cabeza es exactamente como usted vería en un motor actual de la Fórmula Uno."